# Xã Okaw, Quận Shelby, Illinois
Xã Okaw (tiếng Anh: Okaw Township) là một xã thuộc quận Shelby, tiểu bang Illinois, Hoa Kỳ. Năm 2010, dân số của xã này là 927 người.